# Fagioli grassi
I fagioli grassi (faseuj grass in piemontese) sono un piatto tipico del Canavese e delle zone circostanti, consumato principalmente durante il Carnevale di Ivrea.

## Storia
Il piatto nasce come una pietanza povera contadina diffusa a partire dal medioevo, quando venivano distribuite dalle confraternite locali razioni di fagioli ai più bisognosi. A Ivrea vengono mangiati principalmente durante le fagiolate: se ne contano 11 nella zona e la più importante è quella del Castellazzo dove tutt'oggi vengono distribuite alla popolazione.
Secondo la tradizione il piatto viene consumato durante il periodo del carnevale, perché nella credenza cristiana non era consentito mangiare carne nel corso della quaresima, che dura dalla fine del carnevale alla Pasqua, quindi ai fagioli vengono aggiunte le parti più economiche del maiale come la cotenna, lo zampino e il musetto, e occasionalmente altre parti più nobili come la salamella, il cotechino e le costine. Secondo la tradizione i fagioli grassi venivano cotti per tutta la notte nel forno del pane.

## Preparazione
Gli ingredienti principali sono fagioli Saluggia, cotechino, salamella, ossa, zampino e musetto di maiale, arrichiti con diverse spezie. Il procedimento inizia con l’ammollo dei fagioli, che devono restare in acqua per diverse ore. vengono cotti nella tofeja, un recipiente tondo in terracotta con quattro manici, o in pentoloni di acciaio in caso ne vengano prodotte grandi quantità, come durante le fagiolate.